# Destroyers for Bases Agreement
Le Destroyers for Bases Agreement est un accord signé entre les États-Unis et le Royaume-Uni le 2 septembre 1940 visant à transférer cinquante destroyers de l'United States Navy en échange de droits fonciers sur des possessions britanniques. Les destroyers forment la classe Town en prenant des noms de villes communes aux deux pays.

## Contexte
La Seconde Guerre mondiale débute en septembre 1939. Après l'intermède de la drôle de guerre, la France, les Pays-Bas, le Luxembourg et la Belgique sont rapidement envahis après la Blitzkrieg allemande. Après la bataille de France en mai 1940, le Royaume-Uni se trouve seul contre l'Allemagne.
Malgré une certaine sympathie devant la détresse du Royaume-Uni, l'opinion publique américaine plébiscite l'isolationnisme pour éviter d'impliquer le pays dans « another European war » (une autre guerre européenne). Reflétant ce sentiment, le Congrès signe des actes de neutralité trois ans avant le début du conflit. Enfin, le président Franklin Delano Roosevelt est contraint par la prochaine élection présidentielle en 1940, ses détracteurs cherchant à le dépeindre comme étant pro-guerre.
Fin mai, après l'évacuation des forces britanniques de Dunkerque, en France, au cours de l'opération Dynamo, la Royal Navy a un besoin immédiat de navires, d'autant plus qu'elle doit maintenant fournir un effort considérable pour mener la bataille de l'Atlantique. Les U-boote allemands exercent une pression croissante sur les approvisionnements en ressources essentielles à l'effort de guerre britannique.
Les troupes allemandes progressent rapidement en France et beaucoup, dans le gouvernement américain, sont convaincus que la défaite de la France et du Royaume-Uni est imminente. Les États-Unis, par le biais de l'ambassadeur britannique Philip Kerr, font une proposition au Royaume-Uni de bail pour des terrains d'aviation à Trinidad, aux Bermudes et à Terre-Neuve. Le Premier ministre britannique Winston Churchill rejette d'abord l'offre le 27 mai, dans la mesure où le Royaume-Uni ne reçoit rien immédiatement en échange. Le 1er juin, alors que la défaite de la France est certaine, le président Roosevelt contourne l'acte de neutralité de son pays en proposant un « surplus » de plusieurs millions de munitions et d'armes américaines, et autorisant leur envoi vers le Royaume-Uni. Mais Roosevelt rejette les demandes de Churchill pour les destroyers.
En août, tandis que le Royaume-Uni se trouve seul face à l'Allemagne, l'ambassadeur américain Joseph Patrick Kennedy rapporte de Londres qu'une défaite britannique est « inévitable ». Cherchant à convaincre Roosevelt de céder des destroyers, Churchill avertit Roosevelt que si le Royaume-Uni est vaincu, ses îles coloniales près des côtes américaines pourrait devenir une menace directe pour l'Amérique si elles tombaient aux mains des Allemands.

## L'accord
Le 2 septembre 1940, alors que la bataille d'Angleterre s'intensifie, le Secrétaire d'État américain Cordell Hull signe un accord pour le transfert des navires de guerre à la Royal Navy qui commence dès le lendemain. En échange, les États-Unis se voient accorder des terrains dans diverses possessions britanniques pour l'établissement de bases navales ou aériennes, sous forme de baux pour une durée de 99 ans avec loyer gratuit. Il s'agit de terrains se trouvant :
- à Terre-Neuve (qui fait aujourd'hui partie de la province canadienne de Terre-Neuve-et-Labrador) ;
- sur la côte est des Bahamas ;
- sur la côte sud de la Jamaïque ;
- sur la côte ouest de Sainte-Lucie ;
- sur la côte ouest de Trinidad (golfe de Paria) ;
- à Antigua ;
- en Guyane britannique (aujourd'hui Guyana) à 50 miles de Georgetown.

L'accord permet aussi aux forces américaines de créer des bases navales et aériennes :
- dans le Great Sound et le Castle Harbour aux Bermudes ;
- sur les cotes sud et est de Terre-Neuve.

Aucun destroyer n'est reçu en échange des bases dans les Bermudes et Terre-Neuve. Les deux territoires sont vitaux pour les transports de marchandises outre-Atlantique, ces bases permettent de sécuriser en partie ces transports lors de la bataille de l'Atlantique. Bien qu'une attaque ennemie soit peu probable, elle ne peut pas être écartée, le Royaume-Uni est contraint de maintenir des forces défensives, y compris une garnison aux Bermudes. La transaction a permis au Royaume-Uni qu'une grande-partie de la défense des Bermudes passe sous la responsabilité des États-Unis, libérant ainsi les forces britanniques redéployées sur des théâtres d'opérations plus importants.
La Royal Air Force et la Fleet Air Arm maintiennent toutes deux des bases aux Bermudes au début de la guerre, néanmoins seuls des hydravions s'y trouvent.

## Les bases
- Antigua, Antilles britanniques

une base aéronavale à Crabbs Peninsula ;
une base de l'armée de l'air Coolidge Army Airfield devenant plus tard le VC Bird International Airport (fermée en 1949).
- Guyane britannique

une base de l'armée de l'air Atkinson Aerodrome devenant plus tard le Cheddi Jagan International Airport (fermée en 1949)
une base pour hydravions près de Suddie.
- Jamaïque

une base de l'armée de l'air Vernam Air Force Base (fermée en 1949)
une base aéronavale à (Little Goat Island) et des installations portuaires à Port Royal
- Sainte-Lucie, Antilles britanniques

une base de l'armée de l'air devenant plus tard le Hewanorra International Airport (fermée en 1949)
une base aéronavale à Gros Islet Bay
- Bermudes

Ne fait pas partie de l'échange, mais les États-Unis reçoivent des bases ici gratuitement, en plus des bases faisant partie de l'échange. La base navale américaine de commandement est établie en 1940, fonctionnant comme une base pour hydravion de base jusqu'en 1965. Transférée à la marine américaine en 1970, elle a fonctionné jusqu'à sa fermeture en 1995
- Terre-Neuve-et-Labrador

Plusieurs bases de l'armée de l'air :
Pepperrell Airfield (fermée en août 1961)
Goose Bay Army Airfield (rétrocédée aux forces canadiennes en juillet 1976)
Stephenville Army Airfield (fermée en décembre 1966)
McAndrew Airfield (transférée à l'US Navy en 1955)
une base aéronavale
Naval Station Argentia (fermée en 1994)
Plusieurs bases de la Marine et de l'Armée en appui de ce qui précède.
- Trinidad, Antilles britanniques

Deux bases de l'armée de l'air :
Waller Army Airfield (fermée en 1949)
Carlsen Army Airfield (fermée en 1949)
Une base d'opérations navales, une base aéronavale, une base pour dirigeable et une station radio

## Les destroyers
Ces navires ont été construits entre 1917 et 1920.
| No | Nom                              | Classe        | Service |
| -- | -------------------------------- | ------------- | --- |
| 01 | USS Craven (DD-70) (en)          | Caldwell (en) | Pour le Royaume-Uni. Renommé HMS Lewes. Sabordé le 12 octobre 1945                                                                                        |
| 02 | USS Conner (DD-72) (en)          | Caldwell      | Pour le Royaume-Uni. Renommé HMS Leeds. Désarmé en 1947                                                                                                   |
| 03 | USS Stockton (DD-73) (en)        | Caldwell      | Pour le Royaume-Uni. Renommé HMS Ludlow. Coulé comme cible en 1945                                                                                        |
| 04 | USS Wickes (DD-75) (en)          | Wickes        | Pour le Royaume-Uni. Renommé HMS Montgomery. Désarmé en 1945                                                                                              |
| 05 | USS Philip (DD-76) (en)          | Wickes        | Pour le Royaume-Uni. Renommé HMS Lancaster. Désarmé en 1947                                                                                               |
| 06 | USS Evans (DD-78) (en)           | Wickes        | Pour le Royaume-Uni. Renommé HMS Mansfield. Désarmé en 1945                                                                                               |
| 07 | USS Sigourney (DD-81) (en)       | Wickes        | Pour le Royaume-Uni. Renommé HMS Newport. Désarmé en 1947                                                                                                 |
| 08 | USS Robinson (DD-88) (en)        | Wickes        | Pour le Royaume-Uni. Renommé HMS Newmarket. Désarmé en 1945                                                                                               |
| 09 | USS Ringgold (DD-89) (en)        | Wickes        | Pour le Royaume-Uni. Renommé HMS Newark. Désarmé en 1947                                                                                                  |
| 10 | USS Fairfax (DD-93) (en)         | Wickes        | Pour le Royaume-Uni. Renommé HMS Richmond. Transféré à l'URSS en 1944. Renommé Zhivuchiy. Désarmé en 1949                                                 |
| 11 | USS Williams (DD-108) (en)       | Wickes        | Pour le Canada. Renommé HMCS St. Clair. Echoué en 1946 |
| 12 | USS Twiggs (DD-127)              | Wickes        | Pour le Royaume-Uni. Renommé HMS Leamington. Transféré à l'URSS en 1944. Renommé Zhguchiy. Désarmé en 1951                                                |
| 13 | USS Buchanan (DD-131)            | Wickes        | Pour le Royaume-Uni. Renommé HMS Campbeltown. Volontairement détruit lors de l'opération Chariot (raid de Saint-Nazaire) le 28 mars 1942                  |
| 14 | USS Aaron Ward (DD-132) (en)     | Wickes        | Pour le Royaume-Uni. Renommé HMS Castleton. Désarmé en 1947                                                                                               |
| 15 | USS Hale (DD-133) (en)           | Wickes        | Pour le Royaume-Uni. Renommé HMS Caldwell. Désarmé en 1944                                                                                                |
| 16 | USS Crowninshield (DD-134) (en)  | Wickes        | Pour le Royaume-Uni. Renommé HMS Chelsea. Transféré à l'URSS en 1944. Renommé Derzkiy. Désarmé en 1949                                                    |
| 17 | USS Tillman (DD-135) (en)        | Wickes        | Pour le Royaume-Uni. Renommé HMS Wells. Désarmé en 1945                                                                                                   |
| 18 | USS Claxton (DD-140) (en)        | Wickes        | Pour le Royaume-Uni. Renommé HMS Salisbury. Désarmé en 1944                                                                                               |
| 19 | USS Yarnall (DD-143) (en)        | Wickes        | Pour le Royaume-Uni. Renommé HMS Lincoln. Transféré au Canada en 1942. Renommé HMCS Lincoln. Transféré à l'URSS en 1944. Renommé Druzhny. Désarmé en 1952 |
| 20 | USS Thatcher (DD-162) (en)       | Wickes        | Pour le Canada. Renommé HMCS Niagara. Démoli en 1946 |
| 21 | USS Cowell (DD-167) (en)         | Wickes        | Pour le Royaume-Uni. Renommé HMS Brighton. Transféré à l'URSS en 1944. Renommé Zharkiy. Retourné au Royaume-Uni en 1949 et démoli                         |
| 22 | USS Maddox (DD-168) (en)         | Wickes        | Pour le Royaume-Uni. Renommé HMS Georgetown. Transféré à l'URSS en 1944. Renommé Doblestny. Désarmé en 1949                                               |
| 23 | USS Foote (DD-169) (en)          | Wickes        | Pour le Royaume-Uni. Renommé HMS Roxborough. Transféré à l'URSS in 1944. Renommé Zhostkiy. Retourné au Royaume-Uni en 1949 et désarmé en 1952             |
| 24 | USS Kalk (DD-170) (en)           | Wickes        | Pour le Canada. Renommé HMCS Hamilton. Désarmé en 1945 |
| 25 | USS Mackenzie (DD-175) (en)      | Wickes        | Pour le Canada. Renommé HMCS Annapolis. Désarmé en 1945                                                                                                   |
| 26 | USS Hopewell (DD-181) (en)       | Wickes        | Pour le Royaume-Uni. Renommé HMS Bath. Coulé par l'U-204 le 19 août 1941                                                                                  |
| 27 | USS Thomas (DD-182) (en)         | Wickes        | Pour le Royaume-Uni. Renommé HMS St. Albans. Transféré à l'URSS en 1944. Renommé Dostoyny. Désarmé en 1949                                                |
| 28 | USS Haraden (DD-183) (en)        | Wickes        | Initialement pour le Royaume-Uni ensuite pour le Canada. Nommé d'abord HMS Columbia puis HMCS Columbia. Désarmé en 1945                                   |
| 29 | USS Abbot (DD-184) (en)          | Wickes        | Pour le Royaume-Uni. Renommé HMS Charlestown. Désarmé en 1947                                                                                             |
| 30 | USS Doran (DD-185) (en)          | Wickes        | Pour le Royaume-Uni. Renommé HMS St. Marys. Désarmé en 1945                                                                                               |
| 31 | USS Satterlee (DD-190) (en)      | Clemson       | Pour le Royaume-Uni. Renommé HMS Belmont. Coulé par l'U-82 le 31 janvier 1942                                                                             |
| 32 | USS Mason (DD-191) (en)          | Clemson       | Pour le Royaume-Uni. Renommé HMS Broadwater. Coulé par l'U-101 le 18 octobre 1941                                                                         |
| 33 | USS Abel P Upshur (DD-193) (en)  | Clemson       | Pour le Royaume-Uni. Renommé HMS Clare. Désarmé en 1945                                                                                                   |
| 34 | USS Hunt (DD-194) (en)           | Clemson       | Pour le Royaume-Uni. Renommé HMS Broadway. Désarmé en 1947                                                                                                |
| 35 | USS Welborn C Wood (DD-195) (en) | Clemson       | Pour le Royaume-Uni. Renommé HMS Chesterfield. Désarmé en 1947                                                                                            |
| 36 | USS Branch (DD-197) (en)         | Clemson       | Pour le Royaume-Uni. Renommé HMS Beverley. Coulé par l'U-188 le 11 avril 1943                                                                             |
| 37 | USS Herndon (DD-198)             | Clemson       | Pour le Royaume-Uni. Renommé HMS Churchill. Transféré à l'URSS en 1944. Renommé Deyatelny. Coulé le 16 janvier 1945 dans des circonstances incertaines    |
| 38 | USS McCook (DD-252)              | Clemson       | Pour le Canada. Renommé HMCS St. Croix. Coulé par l'U-952 le 20 septembre 1943                                                                            |
| 39 | USS McCalla (DD-253) (en)        | Clemson       | Pour le Royaume-Uni. Renommé HMS Stanley. Coulé par l'U-574 le 18 décembre 1941                                                                           |
| 40 | USS Rodgers (DD-254) (en)        | Clemson       | Pour le Royaume-Uni. Renommé HMS Sherwood. Coulé comme cible en 1945                                                                                      |
| 41 | USS Bancroft (DD-256) (en)       | Clemson       | Pour le Canada. Renommé HMCS St. Francis. Echoué en 1945 pendant sa route vers le chantier de démolition                                                  |
| 42 | USS Welles (DD-257) (en)         | Clemson       | Pour le Royaume-Uni. Renommé HMS Cameron. Irrémédiablement endommagé lors d'un raid aérien à Portsmouth le 5 décembre 1940                                |
| 43 | USS Aulick (DD-258) (en)         | Clemson       | Pour le Royaume-Uni. Renommé HMS Burnham. Désarmé en 1947                                                                                                 |
| 44 | USS Laub (DD-263) (en)           | Clemson       | Pour le Royaume-Uni. Renommé HMS Burwell. Désarmé en 1947                                                                                                 |
| 45 | USS McLanahan (DD-264) (en)      | Clemson       | Pour le Royaume-Uni. Renommé HMS Bradford. Désarmé en 1946                                                                                                |
| 46 | USS Edwards (DD-265) (en)        | Clemson       | Pour le Royaume-Uni. Renommé HMS Buxton. Au Canada en 1943. Renommé HMCS Buxton. Désarmé en 1946                                                          |
| 47 | USS Shubrick (DD-268) (en)       | Clemson       | Pour le Royaume-Uni. Renommé HMS Ripley. Désarmé en 1945                                                                                                  |
| 48 | USS Bailey (DD-269) (en)         | Clemson       | Pour le Royaume-Uni. Renommé HMS Reading. Désarmé en 1945                                                                                                 |
| 49 | USS Swasey (DD-273) (en)         | Clemson       | Pour le Royaume-Uni. Renommé HMS Rockingham. Toucha une mine le 27 septembre 1944, coula pendant son remorquage                                           |
| 50 | USS Meade (DD-274) (en)          | Clemson       | Pour le Royaume-Uni. Renommé HMS Ramsey. Désarmé en 1947                                                                                                  |

### Sources
- (en) Cet article est partiellement ou en totalité issu de l’article de Wikipédia en anglais intitulé « Destroyers for Bases Agreement » (voir la liste des auteurs).